# حمام‌اوزو
حمام‌اوزو (به ترکی استانبولی: Hamamözü) یک منطقهٔ مسکونی در ترکیه است که در استان آماسیه واقع شده‌است.